# Equilíbrio hidrófilo lipofílico
Equilíbrio Hidrófilo Lipofílico ou EHL é um termo de farmacotécnica, no qual ocorre equilíbrio entre uma fase oleosa em uma fase aquosa de uma emulsão. Segundo Griffin, esta é uma classificação numérica das propriedades hidrófilas e lipofílicas de um composto, sendo a % molar do grupo hidrofílico dividido por 5. Tem variação numérica de 1 a 50. Quanto maior o valor de EHL, maior o grau de hidrofilicidade da substância.

## Valores de HLB de alguns emulgentes
| Designação química                   | HLB  |
| ------------------------------------ | ---- |
| Diesterato de etilenoglicol          | 1,5  |
| Triesterato de sorbitano             | 2,1  |
| Lauril sulfato de sódio              | ~40  |
| Oleato de potássio                   | 20,0 |
| Monoesterato de polioxietilenoglicol | 11,6 |
| Éter laurico de polioxietileno       | 9,5  |
| Dioleato de sorbitano                | 7,1  |